# Destiny's Child
Le Destiny's Child sono state un gruppo femminile R&B statunitense originario di Houston (Texas), che ha ottenuto il successo mondiale con l'ultima e più nota formazione composta dalla frontwoman Beyoncé e da Kelly Rowland e Michelle Williams.
Il gruppo inizia la sua attività discografica nel 1997, con la firma di un contratto con Columbia Records sotto la guida di Mathew Knowles. All'epoca le componenti delle Destiny's Child erano la figlia di Knowles, Beyoncé, la nipote Kelly Rowland, LaTavia Roberson e LeToya Luckett. Nel 2000, Roberson e Luckett vengono sostituite da Michelle Williams e da Farrah Franklin, che però lascia il gruppo pochi mesi dopo. Quindi il gruppo assume la forma di trio con Beyoncé, Rowland e Williams.
In termini di successo musicale, cominciarono a far parlare di loro dopo la pubblicazione del loro secondo album, il più venduto, The Writing's on the Wall (1999), contenente le hits: Bills, Bills, Bills e Say My Name e che riuscì a spingere le vendite anche del loro primo album, Destiny's Child contenente la hit di debutto No, No, No. Nel 2001 pubblicano, con la nuova formazione, il loro terzo album Survivor, contenente le hit Independent Women Part I, Survivor e Bootylicious che fanno raggiungere al gruppo il successo mondiale. Dopo una pausa di due anni, nel 2004 pubblicano il quarto ed ultimo album in studio Destiny Fulfilled, seguito nel 2005 dal greatest hits #1's.
Durante tutta la loro carriera, in tutto il mondo il gruppo ha venduto più di 60 milioni di dischi; diventando una delle band con più vendite degli Stati Uniti. La rivista Billboard ha classificato il gruppo uno dei più grandi trio di tutti i tempi; l'ha inserita al nono posto della lista degli artisti/band di maggior successo degli anni 2000, e al 68º posto nella lista, redatta nel 2008, delle 100 artiste più famose di tutti i tempi (All-Time Hot 100 Artists).

## Storia

### 1990-'95: Le origini del gruppo
Nel 1990, durante un'audizione per una girlband, Beyoncé incontra LaTavia Roberson e insieme a lei forma le Girl's Tyme, un gruppo composto da sei elementi, tra cui Kelly Rowland, trasferitasi in quegli anni presso la famiglia di Mathew Knowles e Tina Knowles per problemi familiari. Le Girl's Tyme iniziano a farsi conoscere attraverso la partecipazione a diversi concorsi canori e attraverso il loro manager Mathew Knowles, padre di Beyoncé, prendono contatti con alcune case discografiche. Successivamente debuttano anche in televisione ad una puntata di Star Search, talent show statunitense degli anni '90.
Nel 1993, il gruppo viene rinnovato, infatti tre elementi lasciano la band e Beyoncé, Kelly Rowland, LaTavia Roberson e la nuova arrivata LeToya Luckett continuano la loro attività esibendosi presso varie manifestazioni canore. Nel 1995 il gruppo ottiene un contratto discografico con l'Elektra Records che però viene rescisso qualche mese dopo senza la pubblicazione di nessun album.

### 1996-'98:Destiny's Child
Nel 1996 la band cambia definitivamente nome in Destiny's Child e il manager Mathew Knowles intraprende una negoziazione con la Columbia Records con la quale, l'anno successivo, le ragazze siglano un contratto discografico.
Nel 1997 registrano il brano Killing Time che viene incluso nella colonna sonora del film Men in Black.
L'album di debutto, Destiny's Child, viene pubblicato nel 1998 e contiene tredici canzoni tra cui il singolo di debutto No, No, No in collaborazione con Wyclef Jean, che ottiene un ottimo successo, piazzandosi alla numero 1 della classifica R&B americana e alla terza posizione della Billboard Hot 100.

### 1999-'00:The Writing's on the Walle il cambio di formazione
Il 27 luglio 1999 pubblicano il secondo album, The Writing's on the Wall, che debutta alla quinta posizione della Billboard 200 americana. L'uscita dell'album viene anticipata dal primo singolo Bills, Bills, Bills che ottiene un ottimo successo e raggiunge la prima posizione sia della Billboard Hot 100 sia della classifica R&B americana. Successivamente viene estratto il secondo singolo Bug a Boo che entra nella Top 40 americana. Nel febbraio del 2000 viene presentata l'anteprima mondiale del video del terzo singolo, Say My Name, all'interno del quale insieme a Beyoncé e Kelly Rowland ci sono due nuove componenti Farrah Franklin e Michelle Williams in sostituzione di LaTavia Roberson e LeToya Luckett. Il video segna l'esclusione dal gruppo di Roberson e Luckett, che intentano causa contro il loro manager Mathew Knowles, reo di averle escluse senza preavviso. Successivamente si viene a sapere che la causa principale del cambio di formazione erano i problemi creatisi tra le due ragazze escluse e il manager, infatti Roberson e Luckett accusavano spesso Mathew Knowles di avere dei favoritismi nei confronti della figlia e di Rowland. Nonostante i problemi, il gruppo continua a riscuotere successo, infatti Say My Name diventa la seconda numero uno per le Destiny's Child nella Billboard Hot 100 e permette al gruppo di vincere due Grammy Awards nelle categorie Best R&B Song e Best R&B Performance by a Duo or Group with Vocals.
Il 20 aprile 2000 le Destiny's Child aprono l'ultimo concerto del ...Baby One More Time Tour di Britney Spears, a Honolulu nelle Hawaii, esibendosi proprio con Say My Name.
Anche il quarto singolo Jumpin' Jumpin' ottiene grandi risultati piazzandosi alla terza posizione della Billboard Hot 100. Però il cambio di formazione non è ancora definitivo, in quanto Franklin, dopo soli cinque mesi, lascia il gruppo. Intanto, le vendite di The Writing's on the Wall, che tuttora resta l'album di maggior successo delle Destiny's Child, continuano e arrivano a quota 12 milioni di copie.
Con la dipartita di Franklin, le Destiny's Child prendono forma diventando un trio consolidato composto da Beyoncé, Kelly Rowland e Michelle Williams. Nel 2000 incidono il brano Independent Women per la colonna sonora del film Charlie's Angels, che si rivela un successo mondiale e permette al gruppo di conquistare anche il mercato discografico europeo. Il brano raggiunge la prima posizione nella Billboard Hot 100 americana dove rimane per 11 settimane consecutive e anche la prima posizione nella classifica britannica (prima volta per un brano delle Destiny's Child).

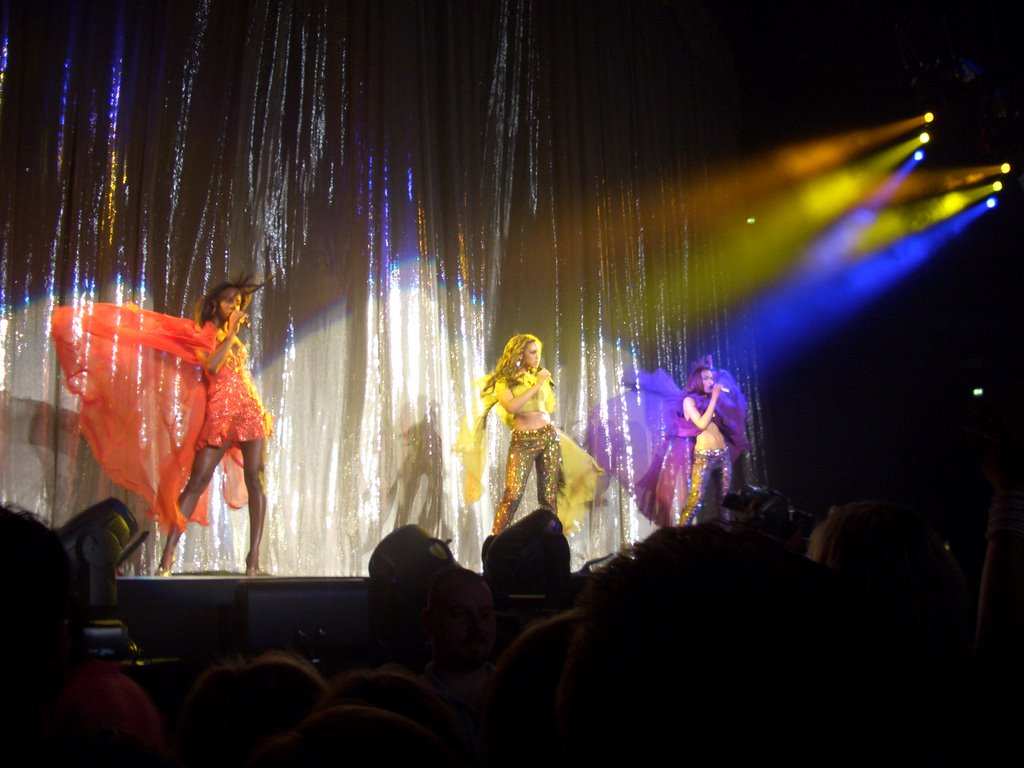
Le Destiny's Child in concerto nel 2005

### 2001-'03:Survivore il debutto da soliste
Il 1º maggio 2001 pubblicano il loro terzo album dal titolo Survivor, che debutta alla prima posizione della Billboard 200. L'uscita dell'album viene anticipata dal singolo omonimo Survivor, che diventa una hit mondiale, raggiunge la posizione numero 2 della Billboard Hot 100 e la prima posizione in Regno Unito, e permette al gruppo di vincere il terzo Grammy Awards della carriera nella categoria Best R&B Performance by a Duo or Group with Vocals. Anche il successivo singolo, Bootylicious, ottiene grande successo e raggiunge la prima posizione della Billboard Hot 100, diventando la quarta numero uno per le Destiny's Child nella classifica americana. Gli altri singoli estratti dall'album sono Emotion, che ottiene un buon successo, e Nasty Girl. Grazie al successo dei singoli, l'album registra vendite vertiginose con oltre 10 milioni di copie vendute. Successivamente, nell'ottobre del 2001 pubblicano l'album natalizio dal titolo 8 Days of Christmas.
Dopo il successo di Survivor le tre cantanti decidono di prendere un periodo di pausa per dedicarsi a progetti solisti. Prima della pausa, nel marzo 2002, il gruppo pubblica una raccolta di remix delle canzoni più famose, This Is The Remix.
La prima ad esordire come solista è Michelle Williams, che il 16 aprile 2002 pubblica un album gospel dal titolo "Heart to Yours", che raggiunge la prima posizione della classifica degli album gospel più venduti negli Stati Uniti.
Nel stesso anno debutta anche Kelly Rowland, che il 28 ottobre 2002 pubblica l'album Simply Deep che raggiunge la dodicesima posizione della Billboard 200 e la prima posizione nella classifica del Regno Unito. Dall'album vengono estratti singoli di successo come Dilemma in coppia con il rapper Nelly, per il quale la Rowland vince il suo primo Grammy Awards da solista, e Stole.
L'ultima ad esordire come solista è Beyoncé, che dopo la collaborazione del 2002 con il rapper Jay-Z in '03 Bonnie & Clyde e il singolo Work It Out, il 22 giugno 2003 pubblica Dangerously in Love, che debutta alla prima posizione della Billboard 200 americana e raggiunge la prima posizione anche in altri paesi come Regno Unito, Australia, Canada e Germania. Dall'album vengono estratte hit mondiali come Crazy in Love (con Jay-Z), Baby Boy (con Sean Paul), Me, Myself and I e Naughty Girl. Grazie alle vendite vertiginose dell'album, di oltre 11 milioni di copie, la cantante raggiunge il successo internazionale e nel 2004 vince 5 Grammy Awards in una sola serata, diventando una delle poche artiste nella storia della musica a realizzare un tale record.

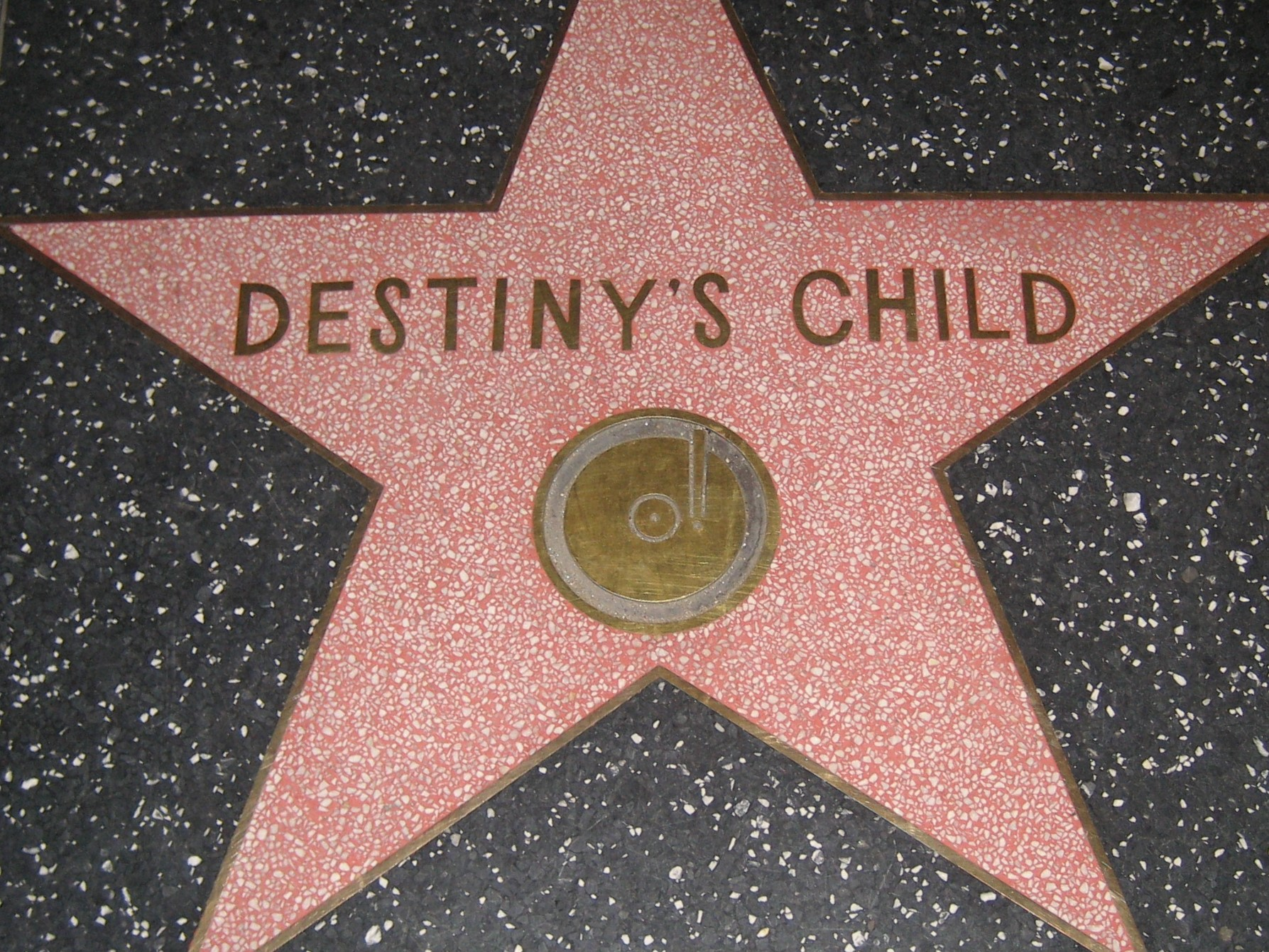
La stella delle Destiny's Child sulla Hollywood Walk of Fame

### 2004-'06:Destiny Fulfilled, il greatest hits#1'se lo scioglimento del gruppo
Nel 2004 dopo la parentesi solista, le tre cantanti tornano di nuovo insieme e il 15 novembre pubblicano il quarto e ultimo album della band, Destiny Fulfilled. L'album debutta alla posizione numero 2 della Billboard 200 e viene certificato tre volte disco di platino negli Stati Uniti. Il primo singolo estratto è Lose My Breath, che diventa il singolo di maggior successo del trio in diversi paesi europei e raggiunge la terza posizione della Billboard Hot 100. Successivamente vengono estratti altri tre singoli: Soldier (top3 nella classifica americana), Girl e Cater 2 U (quest'ultimo non pubblicato in Europa). Per promuovere l'album le Destiny's Child intraprendono un tour mondiale, il Destiny Fullfilled...and Lovin' It Tour, e durante la data di Barcellona dell'11 giugno 2005 il trio annuncia lo scioglimento del gruppo, in modo che ciascuna delle cantanti si possa dedicare alla propria carriera solista.
Prima dello scioglimento, il 25 ottobre 2005, pubblicano la loro prima e unica raccolta di successi #1's, contenente i più grandi successi della band e tre brani inediti: Stand Up for Love (unico singolo estratto dalla raccolta), Feel the same way I do e Check on It (interpretato solo da Beyoncé per la colonna sonora del film La Pantera Rosa).
Nel febbraio 2006 si esibiscono per l'ultima volta insieme durante un concerto benefico al Fashion Rock di New York.
Il 28 marzo 2006, le Destiny's Child vengono onorate con la 2.035ª stella sulla Hollywood Walk of Fame, per il loro contributo all'industria discografica.
Intanto, l'ex membro LeToya Luckett lancia il suo album di debutto LeToya che riscuote un ottimo successo. LaTavia Roberson e Farrah Franklin sembrano aver definitivamente rinunciato a fare carriera nel mondo della musica.

### 2013-presente: La raccoltaLove Songse le riunioni occasionali

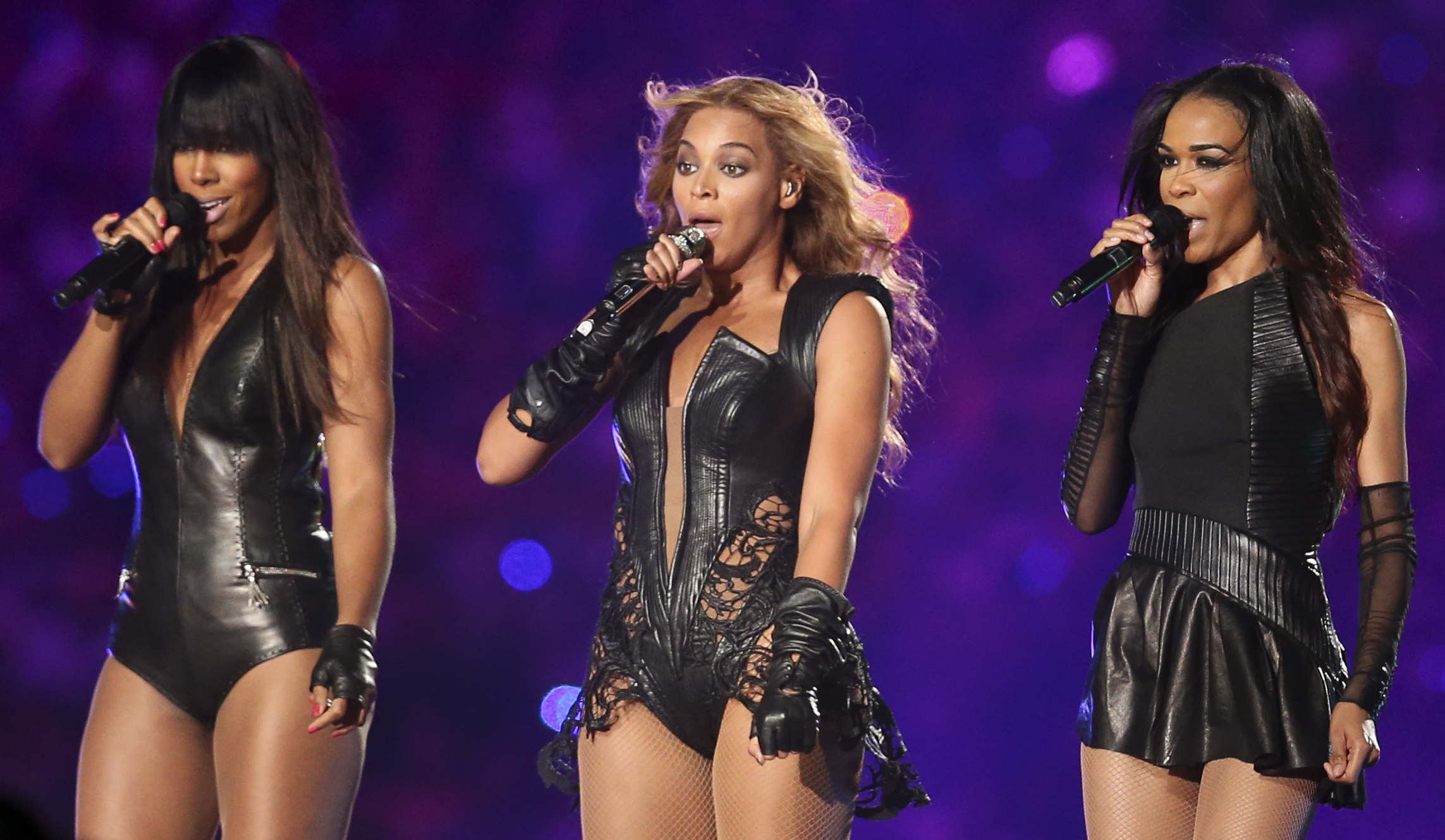
Destiny Child al Super Bowl XLVII halftime show

Il 10 gennaio 2013, Beyoncé annuncia sul suo profilo Facebook il ritorno discografico del gruppo con l'album Love Songs in uscita il 29 gennaio 2013. Il disco comprende le migliori canzoni d'amore del gruppo contenute nei quattro album pubblicati, con l'aggiunta di un brano inedito dal titolo "Nuclear", registrato nel 2004 durante la lavorazione all'album Destiny Fullfilled ma poi non inserito nel disco.
Il 3 febbraio 2013 Beyoncé si è esibita durante l'halftime show del Super Bowl XLVII nel 2013, la più importante e seguita manifestazione sportiva americana. In quest'occasione è avvenuta la reunion delle Destiny's Child, poiché Kelly Rowland e Michelle Williams sono salite sul palco con Beyoncé e hanno cantato due successi del gruppo, Bootylicious e Independent Women, e Single Ladies (Put a Ring on It), singolo di Beyoncé.
Il 28 marzo 2015 a Las Vegas in occasione degli Stellar Gospel Awards, dopo la premiazione di Michelle Williams per il singolo Say Yes, sono salite sul palco anche Kelly Rowland e Beyoncé per una reunion a sorpresa. Il trio ha cantato Say yes ed Alpha & Omega.
Il 14 e il 21 Aprile 2018, in occasione della performance (Homecoming) di Beyoncé al Coachella Valley Music and Arts Festival, sono intervenute Kelly Rowland e Michelle Williams in una parte di spettacolo cantando insieme a Beyoncé tre loro grandi successi: Lose my breath, Say My Name e Soldier.

## Filantropia
Nel 2005 Beyoncé, insieme al produttore David Foster e alla figlia di questo Amy Foster-Gillies, scrissero "Stand Up for Love" come inno corale per il giorno mondiale dei bambini, e proprio per il programma di quell'anno, le Destiny's Child prestarono le loro voci e si offrirono come ambasciatrici.
Kelly Rowland e Beyoncé, con la famiglia di quest'ultima, fondarono la "Survivor Foundation", un ente di beneficenza, per dare una casa provvisoria a tutte le vittime dell'uragano Katrina nell'area di Houston, Texas. Dopo gli attentati dell'11 settembre 2001, le Destiny's Child annullarono il loro tour in Europa e si esibirono in vari show di beneficenza per i sopravvissuti alla tragedia.

## Discografia
Album in studio
- 1998 – Destiny's Child
- 1999 – The Writing's on the Wall
- 2001 – Survivor
- 2001 – 8 Days of Christmas
- 2004 – Destiny Fulfilled

Raccolte
- 2005 – #1's
- 2012 – Playlist: The Very Best of Destiny's Child
- 2013 – Love Songs

## Formazione
Ultima

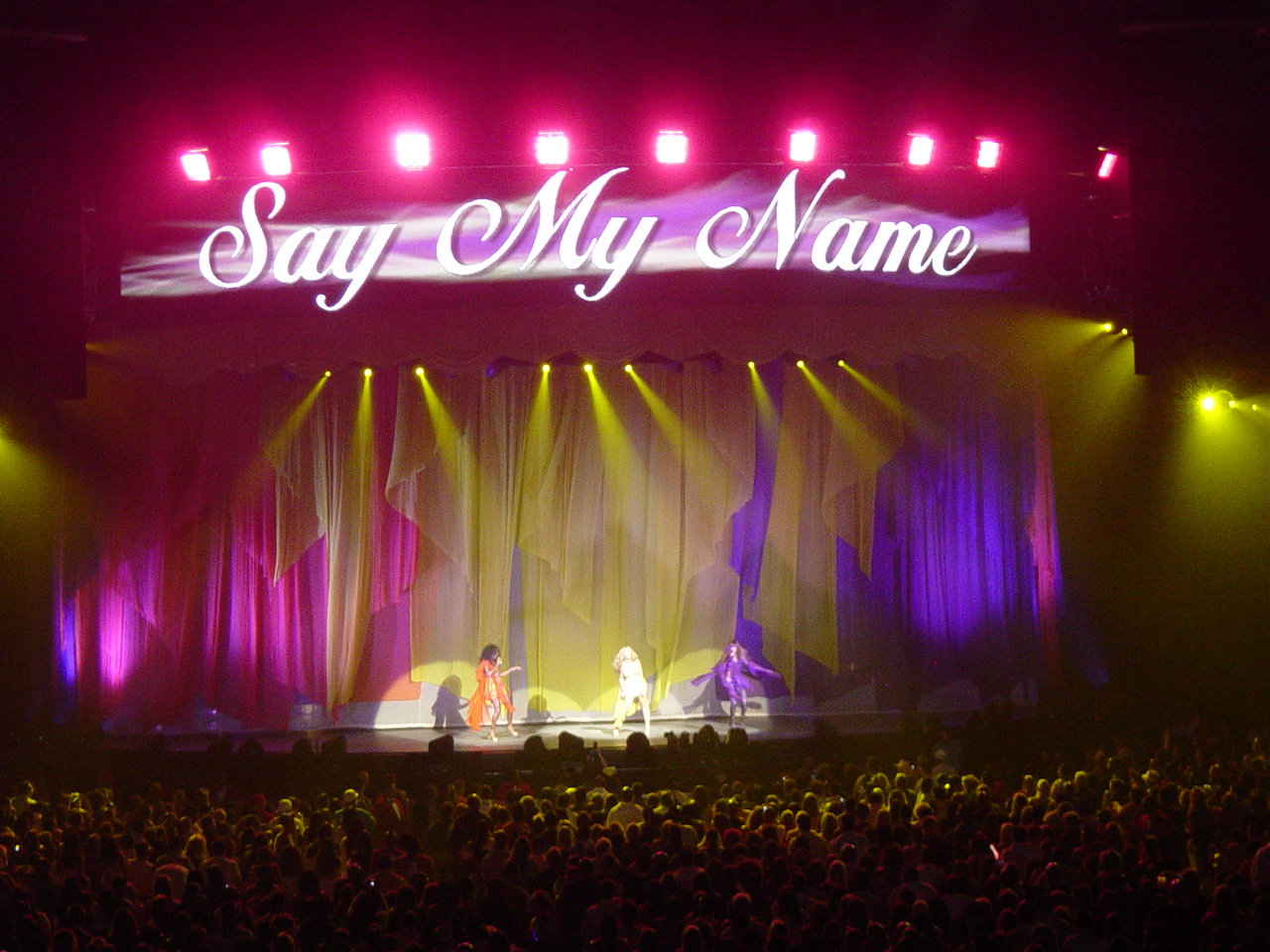
Le Destiny's Child in concerto

- Beyoncé (voce principale) (1990-2006; 2013; 2018)
- Kelly Rowland (voce principale) (1990-2006; 2013; 2018)
- Michelle Williams (voce principale) (2000-2006; 2013; 2018)

Ex-componenti
- LaTavia Roberson (corista, rapper) (1990-2000)
- LeToya Luckett (corista) (1993-2000)
- Farrah Franklin (comparsa) (2000)

## Riconoscimenti
Il gruppo ha vinto nella sua carriera 154 premi internazionali, diventando ad oggi il gruppo femminile più premiato di tutti i tempi. Le uniche due componenti ad aver ricevuto tutti i premi e le nomination sono Beyoncé e Kelly Rowland. Tra i più importanti riconoscimenti figurano 6 World Music Awards, 3 Grammy Awards, 19 Billboard Music Awards, 6 American Music Award, 2 MTV Video Music Awards ed un BRIT Awards. Beyoncé, Kelly Rowland e Michelle Williams sono state inoltre premiate anche con una stella sulla Hollywood Walk of Fame.
Beyoncé e Kelly Rowland sono state gli unici membri del gruppo ad aver ricevute tutte le nomination e le vittorie delle Destiny's Child.
- Grammy Award
  - 2000: Nomination - Miglior esibizione R&B di un duo o gruppo per cantanti (per Bills, Bills, Bills) con LaTavia Roberson e Le Toya Luckett
  - 2000: Nomination - Miglior canzone R&B (per Bills, Bills, Bills) con LaTavia Roberson e LeToya Luckett
  - 2001: Nomination - Disco dell'anno (per Say My Name) con LaTavia Roberson e LeToya Luckett
  - 2001: Nomination - Canzone dell'anno (per Say My Name) con LaTavia Roberson e LeToya Luckett
  - 2001: Vinto - Miglior canzone R&B (per Say My Name) con LaTavia Roberson e LeToya Luckett
  - 2001: Vinto - Miglior esibizione R&B di un duo o gruppo per cantanti (per Say My Name) con LaTavia Roberson e LeToya Luckett
  - 2002: Vinto - Miglior esibizione R&B di un duo o gruppo per cantanti (per Survivor) con Michelle Williams
  - 2002: Nomination - Miglior album R&B (per Survivor) con Michelle Williams
  - 2005: Nomination - Miglior esibizione R&B di un duo o gruppo per cantanti (per Lose My Breath) con Michelle Williams
  - 2006: Nomination - Miglior esibizione R&B di un duo o gruppo per cantanti (per Cater 2 U) con Michelle Williams
  - 2006: Nomination - Miglior canzone R&B (per Cater 2 U) con Michelle Williams
  - 2006: Nomination - Miglior collaborazione con artisti rap (per Soldier) con Michelle Williams
  - 2006: Nomination - Miglior album contemporary-R&B (per Destiny Fulfilled) con Michelle Williams

## Galleria d'immagini

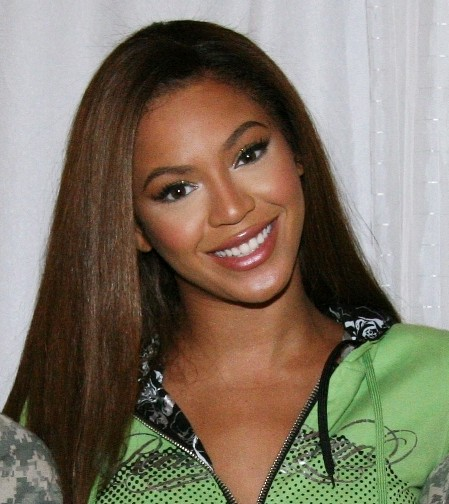
Beyoncé
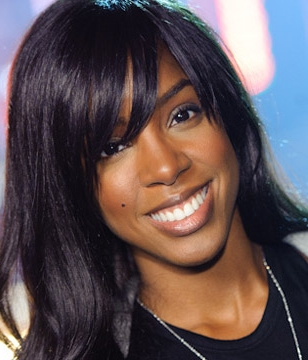
Kelly Rowland
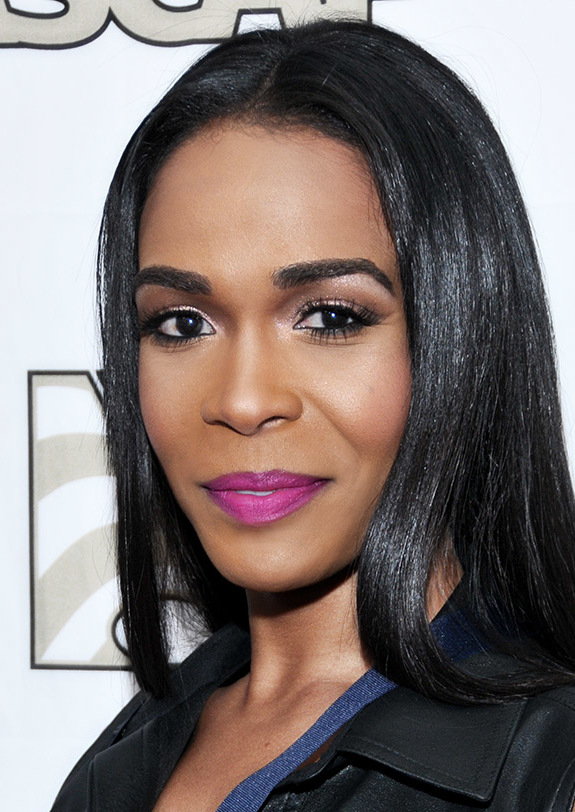
Michelle Williams